# Alianza Andina
Alianza Andina era una alianza sudamericana fundada por AeroPerú y otras aerolíneas latinoamericanas, como SAETA, Aeroméxico y Mexicana, al caer AeroPerú en la bancarrota se disolvió la alianza.
Años después American Airlines, Delta Airlines y Continental Airlines intentaron las renegociaciones en la alianza, pero las deudas lo impidieron.
- Datos: Q5668465